# Kambingan Barat
Kambingan Barat is een bestuurslaag in het regentschap Sumenep van de provincie Oost-Java, Indonesië. Kambingan Barat telt 1156 inwoners (volkstelling 2010).